# Krzeszów, tỉnh Dolnośląskie
Krzeszów [ˈkʂɛʂuf] (tiếng Đức: Grüssau) là một ngôi làng ở phía tây nam Ba Lan. Nó là một phần của khu hành chính của Gmina Kamienna Góra, thuộc quận Kamienna Góra, Lower Silesian Voivodeship (trước đây thuộc Jelenia Góra Voivodeship). Krzeszów tự hào với Tu viện Grüssau cũ, một trong những di tích có giá trị nhất của kiến trúc Baroque ở châu Âu.
Ngôi làng nằm trong thung lũng Zadrna của khu vực Trung Sudetes, trong khu vực Lower Silesia lịch sử. Nó nằm khoảng 10 kilômét (6 mi) về phía nam của Kamienna Góra, và 82 kilômét (51 mi) về phía tây nam của thủ đô khu vực Wrocław. Dân số của làng là 1.400.

## Lịch sử
Tu viện Benedictine của Grissobor được thành lập vào ngày 8 tháng 5 năm 1242 bởi Anne xứ Bohemia,một góa phụ của Công tước Henry II, Pious of Silesia. Tu viện nằm trên rìa của Silesian Przesieka, có lẽ là ở khu vực Krzeszówek lân cận. Lúc đầu là tu viện Opatovice của vùng boho, các điền trang đã được công tước Silesian Bolko I the Strict của Świdnica-Jawor mua lại vào năm 1292, ông là cháu trai của Công tước Henry II, người đã đưa các tu sĩ Cistercian từ Henryków để lại các tài sản thích hợp tại Krzeszów.
Thế kỷ 14 được đánh dấu là thời kỳ phát triển ấn tượng và ảnh hưởng rộng lớn của Tu viện Krzeszów. Bất động sản của nó bao gồm khoảng 40 ngôi làng và thị trấn Lubawka và Chełmsko. Trong khi đó, sau cái chết của Công tước Bolko II the Small vào năm 1368, thời điểm tuyệt chủng của dòng Świdnica-Jawor Piast bắt đầu suy tàn. Công tước được thừa kế bởi Bohemian Crown và trong các cuộc xâm lược của người Hussite và một lần nữa trong Chiến tranh ba mươi năm, tu viện hoàn toàn bị phá hủy và bị cướp bóc. Tuy nhiên, sau Hòa bình Westfalen năm 1648, một thời kỳ thịnh vượng mới cho tu viện bắt đầu. 

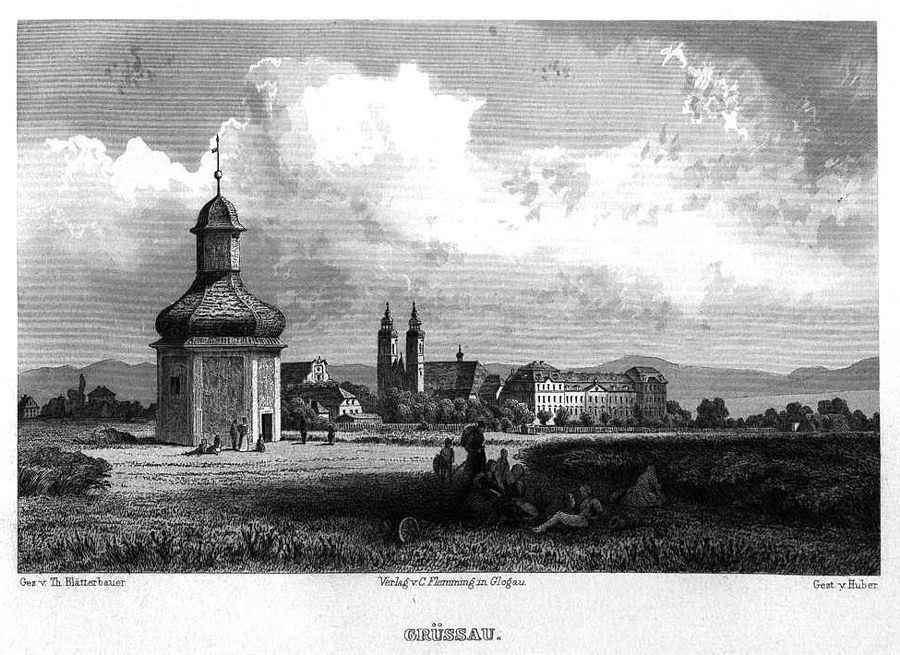
Grüssau, miêu tả thế kỷ 19

Sau Chiến tranh Silesian đầu tiên, Grüssau với Silesia đã bị Phổ sáp nhập vào năm 1742. Năm 1810, các khu vực được thế tục hóa và từ năm 1815 là một phần của tỉnh Silesia. Năm 1945, nó đã bị Hồng quân chinh phục trong cuộc tấn công Vistula-Oder, theo Thỏa thuận Potsdam, khu vực này thuộc lãnh thổ của Cộng hòa Ba Lan và dân số Đức còn lại bị trục xuất.
Tu viện được tái định cư với các nữ tu Benedictine, chính họ bị trục xuất khỏi Lviv ở Kresy Ba Lan cũ. Các tòa nhà bao gồm Basilica of the Assumption của Đức Trinh Nữ Maria, lăng mộ của Piasts Swidnica-Jawor, nhà thờ Thánh Giuse, các tòa nhà tu viện, một nhà khách gọi là 'House of the Abbott', nhiều nhà nguyện Đồi sọ và tòa nhà hộ gia đình.